# 矢筈岳 (新潟県)
矢筈岳（やはずだけ）は、新潟県三条市と五泉市の境にある標高1,257.4 mの山である。川内山塊の南端に位置する山塊の主峰である。南麓には特別天然記念物に指定された「笠堀のカモシカ生息地」が拡がる。